# Langadas (gmina)
Langadas (gr. Δήμος Λαγκαδά, Dimos Langada, bułg. Лъгадина, Łygadina) – gmina w Grecji, w administracji zdecentralizowanej Macedonia-Tracja, w regionie Macedonia Środkowa, w jednostce regionalnej Saloniki. W 2011 roku liczyła 41 103 mieszkańców. Powstała 1 stycznia 2011 roku w wyniku połączenia dotychczasowych gmin: Langadas, Lachanas, Asiros, Sochos, Kalindia i Wertiskos. Siedzibą gminy jest Langadas, a historyczną siedzibą jest Lachanas.